# Yangqu
Yangqu (阳曲县,  Yángqǔ Xiàn) ist ein chinesischer Kreis, der zum Verwaltungsgebiet der bezirksfreien Stadt Taiyuan, der Hauptstadt der Provinz Shanxi, gehört. Er hat eine Fläche von 2.083 km² und zählt 128.483 Einwohner (Stand: Zensus 2020). Sein Hauptort ist die Großgemeinde Huangzhai (黄寨镇).
Der Bu'er-Tempel (Bu'er si 不二寺) steht auf der Liste der Denkmäler der Volksrepublik China.